# Cesarferreiraïta
La cesarferreiraïta és un mineral de la classe dels fosfats que pertany al grup de la magrebita. Rep el nom en honor del mineralogista César Mendonça Ferreira (n. 1942).

## Característiques
La cesarferreiraïta és un arsenat de fórmula química Fe²⁺Fe³⁺₂(AsO₄)₂(OH)₂·8H₂O. Va ser aprovada com a espècie vàlida per l'Associació Mineralògica Internacional el 2013, sent publicada l'any 2014. Cristal·litza en el sistema triclínic.

## Formació i jaciments
Va ser descoberta a l'Eduardo claim, a Conselheiro Pena (Minas Gerais, Brasil), sent l'únic indret de tot el planeta on ha estat descrita aquesta espècie mineral.